# Лабинское городское поселение
Лабинское городское поселение — муниципальное образование в составе Лабинского района Краснодарского края России.
В рамках административно-территориального устройства Краснодарского края ему соответствует город краевого значения с 2 подчинёнными ему сельскими населёнными пунктами.
Административный центр — город Лабинск.

## Население
| 2002    | 2010    | 2012    | 2013    | 2014    | 2015    | 2016    |
| ------- | ------- | ------- | ------- | ------- | ------- | ------- |
| 63 047  | ↗64 394 | ↗64 471 | ↘63 595 | ↘62 722 | ↘62 503 | ↘62 180 |
| 2017    | 2018    | 2019    | 2020    | 2021    | 2023    |         |
| ↗62 388 | ↘61 649 | ↘61 314 | ↘60 780 | ↘58 778 | ↘57 438 |         |

## Населённые пункты
В городское поселение входят 3 населённых пункта:
| № | Населённый пункт | Тип населённого пункта | Население (чел.) |
| - | ---------------- | ---------------------- | ---------------- |
| 1 | Лабинск          | город                  | ↘55 434          |
| 2 | Заря Мира        | хутор                  | ↘114             |
| 3 | Прохладный       | посёлок                | ↘1416            |